# Кастильоне-делле-Стивьере
Кастильоне-делле-Стивьере (итал. Castiglione delle Stiviere) — город в Италии, располагается в регионе Ломбардия, подчиняется административному центру Мантуя.
Население составляет 18 430 человек, плотность населения составляет 439 чел./км². Занимает площадь 42 км². Почтовый индекс — 46043. Телефонный код — 0376.
Покровителем населённого пункта считается святой Луиджи Гонзага. Праздник ежегодно празднуется 21 июня.

## Города-побратимы
- Бедзекка, Италия
- Монтепрандоне, Италия
- Барантен, Франция
- Лойткирх-им-Алльгой, Германия

## Известные уроженцы и жители
- Пьетро Малетти (1880—1940) — итальянский военачальник. Кавалер высшей награды Италии — золотой медали «За воинскую доблесть».